# Chris Walton
Chris Walton (* 6. Juli 1963 in Billingham, England, als Christopher Robert Walton) ist ein britischer Musikhistoriker, der vor allem mit Arbeiten zur Schweizer Musikgeschichte hervorgetreten ist.

## Leben
Walton studierte Musikwissenschaft am Gonville and Caius College in Cambridge und promovierte am Christ Church College in Oxford. Er war Bundesstipendiat an der Universität Zürich und Forschungsstipendiat der Alexander-von-Humboldt-Stiftung an der Universität München.
Von 1990 bis 2001 war Walton Leiter der Musikabteilung der Zentralbibliothek Zürich. 1998–2000 war er Dozent für Musikgeschichte an der Eidgenössischen Technischen Hochschule Zürich, 2001–2008 Professor für Musikgeschichte an der Universität Pretoria. Von 2008 bis 2011 war er Verwaltungsdirektor des Sinfonie Orchesters Biel, seit 2011 ist er Dozent für Musikgeschichte an der Musikhochschule Basel, seit 2015 auch wissenschaftlicher Mitarbeiter an der Hochschule der Künste Bern und seit 2017 Honorarprofessor am Africa Open Institute der Universität Stellenbosch.
Walton hat wiederholt über die Musikgeschichte der Schweiz publiziert, darunter zu Othmar Schoeck, Heinrich Sutermeister, Erich Schmid, Hans Schaeuble, Czesław Marek, Adolf Brunner, Mathilde Wesendonck, Franz Xaver Schnyder von Wartensee, Marcel Sulzberger und Räto Tschupp. Als CD-Produzent hat er etwa 20 Schweizer Komponisten erstmals auf CD gebracht. Seit 20 Jahren ist er als Übersetzer in der Schweizer Wirtschaft, Musik- und Filmszene tätig.
Walton ist verheiratet und hat zwei Töchter und einen Sohn.

## Ehrungen
- Ehrenmitglied der Allgemeinen Musik-Gesellschaft Zürich
- Chancellor’s Medal für Forschung an der Universität Pretoria
- Max Geilinger-Preis 2009[1]

## Schriften (Auswahl)
- Othmar Schoeck. Eine Biographie. Atlantis Musikbuch, Zürich 1994, ISBN 978-3-254-00168-9.
- Sound Bites. A Novel. Jacana, Johannesburg 2006, ISBN 978-1-77009-191-7 (spielt in der Musikszene Zürichs des Jahres 1916).
- Richard Wagner’s Zurich. The Muse of Place. Camden House, Rochester, New York 2007, ISBN 978-1-57113-331-1.
- Othmar Schoeck. Life and Works. University of Rochester Press, Rochester, New York 2009, ISBN 978-1-58046-300-3.
- Marcel H.S. Sulzberger (1879–1941): ein Schweizer Pionier der Atonalität zwischen Dada und junger Klassizität. Amadeus, Winterthur 2010, ISBN 978-3-905786-06-4.
- Chris Walton: Lügen und Erleuchtungen, Komponisten und ihre Inspiration von Wagner bis Berg; Orig.-titel Lies and Epiphanies ..., aus dem Englischen übersetzt von Tobias Neumann; Königshausen & Neumann, Würzburg 2017; 183 S., ill. ; ISBN 978-3-8260-6340-4
- Hermann Hesse und Othmar Schoeck, der Briefwechsel; hrsg. von Chris Walton und Martin Germann; Kulturkommission Kanton Schwyz 2016; 135 Seiten, ill. mit 34 Abb. (Schwyzer Hefte ; Band 105); ISBN 978-3-909102-67-9.

## Diskographie (Auswahl)
- Vola, o serenata: Otto Linsi, Tenor, Chris Walton, Klavier (italienische Lieder und Arien u. a. von Giuseppe Verdi und Gaetano Donizetti, sowie Ersteinspielungen von 3 Liedern von Augusto Rotoli (1847–1904) u. a.); Gallo CD-886, Lausanne 1996.